# 新疆学生拾棉花活动
新疆学生拾棉花活动，指新疆教育部门组织学生参加拾棉花的勤工俭学活动。

## 历史
新疆为农业大区，秋季劳动力紧缺情况突出。1994年，新疆开始组织三年级以上小学生、中学生、大中专院校学生参加拾棉花的勤工俭学活动，并规定小学三年级以上劳动时间不超过一周，初中、高中不超过两周。2006年《关于加强中小学勤工俭学劳务活动管理的意见》规定，新疆各中学可以组织拾甜菜、摘红花、摘啤酒花、摘西红柿、摘玉米、摘水果、摘棉花等采摘劳动。
此政策于2005年前后引发争议，2006年，新疆维吾尔自治区教育厅宣布禁止组织小学生参与拾棉花活动；2008年秋季起，教育厅又规定义务教育阶段的学生不再参与拾棉花活动。据新疆维吾尔自治区教育厅勤工俭学办公室，2007年，新疆勤工俭学拾棉花的中学生和大中专学生大量减少，很多学校组织的规模也越来越小。

## 争议
学生、家长和教师批评称，劳动既苦又累，影响正常学习和教学，学校定下的每天25公斤、30公斤、35公斤等任务目标过高，完不成任务目标有惩罚，学生价格比民工低，摘棉花的成绩影响升学、评优，缺少法律依据。赞同者则称需要通过吃苦磨练意志，培养劳动观念；赚钱“心里可美了”。